# 恵み野駅

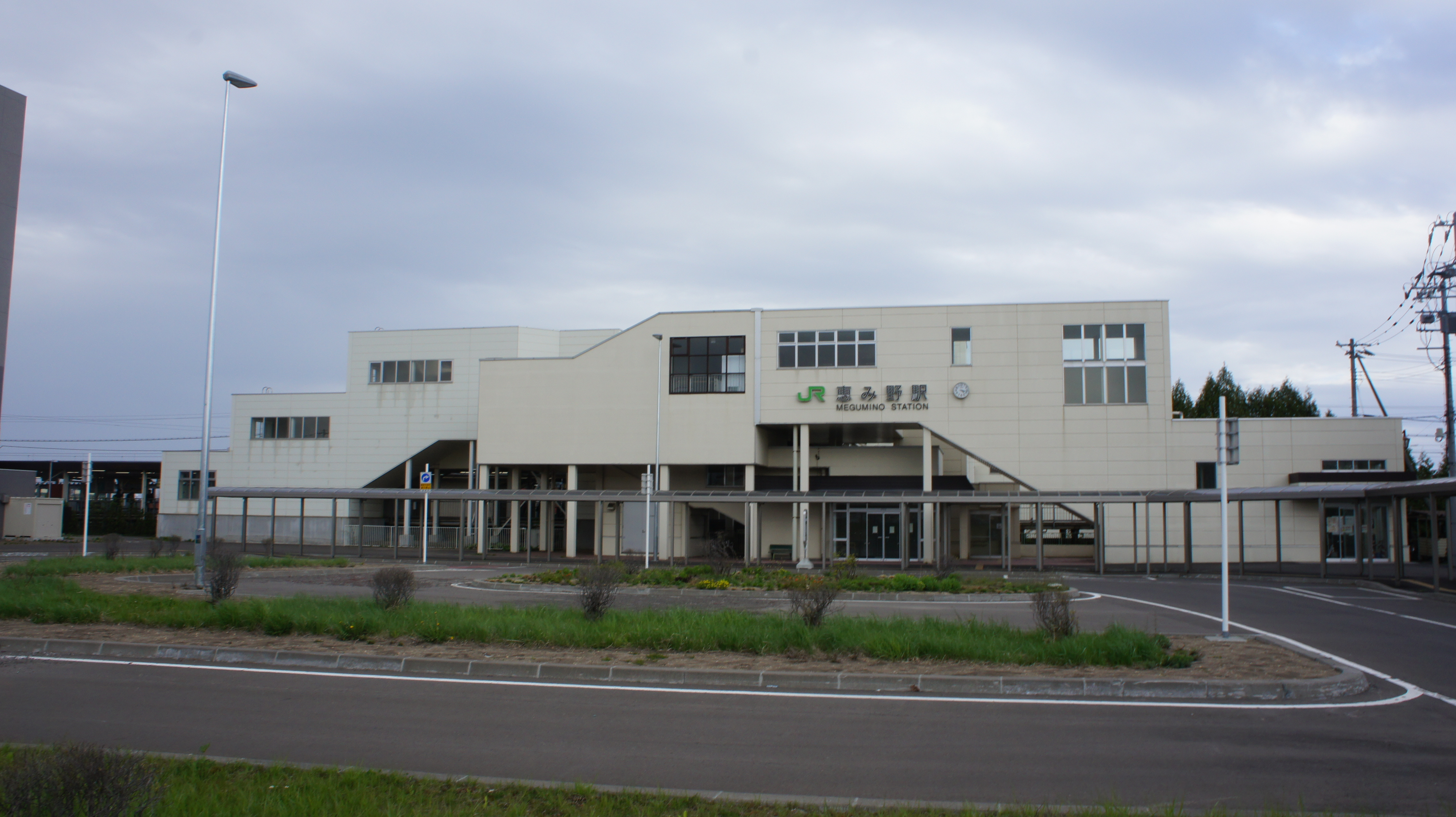
西口（2017年5月）

恵み野駅（めぐみのえき）は、北海道恵庭市恵み野西1丁目にある北海道旅客鉄道（JR北海道）千歳線の駅。駅番号はH09。電報略号はメク。事務管理コードは▲131415。

## 歴史
- 1982年（昭和57年）3月1日：日本国有鉄道の駅として開業[1]。旅客のみ取扱い。
- 1987年（昭和62年）4月1日：国鉄分割民営化によりJR北海道に継承[1]。
- 1998年（平成10年）12月14日：自動改札機を設置し、供用開始[3]。
- 2002年（平成14年）4月1日：駅業務を北海道ジェイ・アール・サービスネットに委託。
- 2005年（平成17年）2月1日：東口エスカレーター・エレベーター[新聞 1]と、改札内エスカレーターを供用開始[4]。
- 2006年（平成18年）：バリアフリー化実施[新聞 2]。
- 2008年（平成20年）10月25日：ICカードKitaca使用開始[1]。
- 2015年（平成27年）
  - 3月4日：駅自動放送導入。新電光掲示板の運用開始。
  - 7月23日：キヨスク閉店[報道 1]。
- 2024年（令和6年）度：話せる券売機を設置（予定）[5]。

### 駅名の由来
恵み野ニュータウンがあることと、地元の要望から。

### 開業までの経緯
当駅は、「恵庭ニュータウン恵み野」の開発に伴い新設された駅である。ニュータウンの将来の発展には、国鉄千歳線（現・JR千歳線）の島松駅と恵庭駅の中間に新駅を設置し、利便性の高い交通手段を確保することが不可欠とされた。1979年（昭和54年）8月には「国鉄恵庭島松中間駅設置促進期成会」が結成され、市を挙げた誘致活動が展開された。その結果、翌1980年（昭和55年）5月に新駅設置が正式に承認された。
新駅設置の承認後は、当初住宅地区中心に計画されていた商業利便施設を駅前地区へ移す方針に改められ、商業核となる大型量販店の誘致が進められた。かねて出店意向のあったイトーヨーカ堂の出店が検討され、1982年（昭和57年）3月の恵み野駅開業に合わせて開店が実現した。

## 駅構造
2面2線の相対式ホームを持つ橋上駅。島松駅管理の業務委託駅（北海道ジェイ・アール・サービスネットが受託）。みどりの窓口、自動券売機、自動改札機、エレベーター、エスカレーターを設置している。運転士への注意を促すため、「停止注意」の看板が設置されている。

### のりば
| 番線 | 路線    | 方向 | 行先                   |
| ---- | ------- | ---- | ---------------------- |
| 1    | ■千歳線 | 上り | 新千歳空港・苫小牧方面 |
| 2    | ■千歳線 | 下り | 札幌・小樽方面         |

（出典：JR北海道：駅の情報検索）

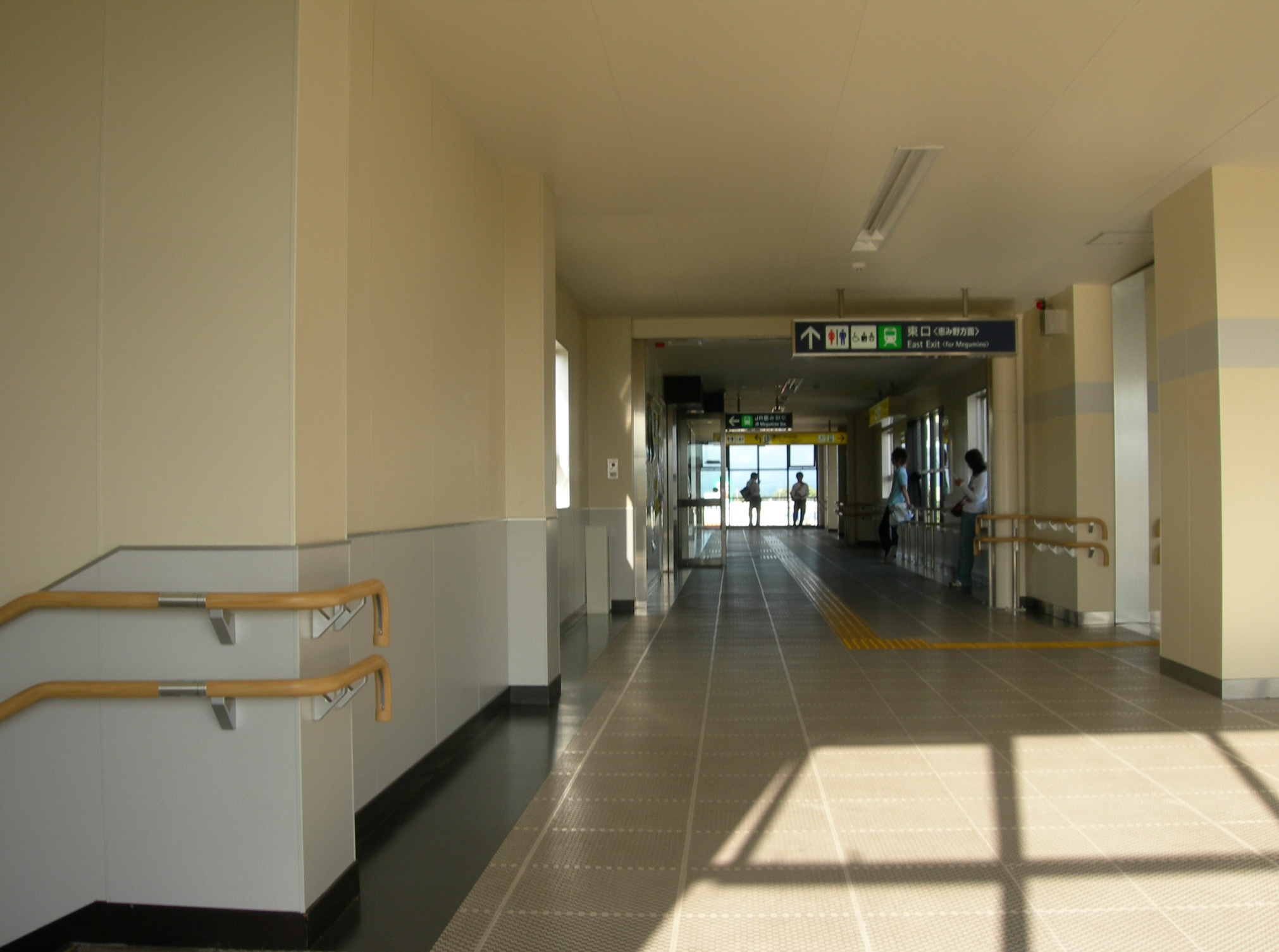
自由通路（2007年7月）
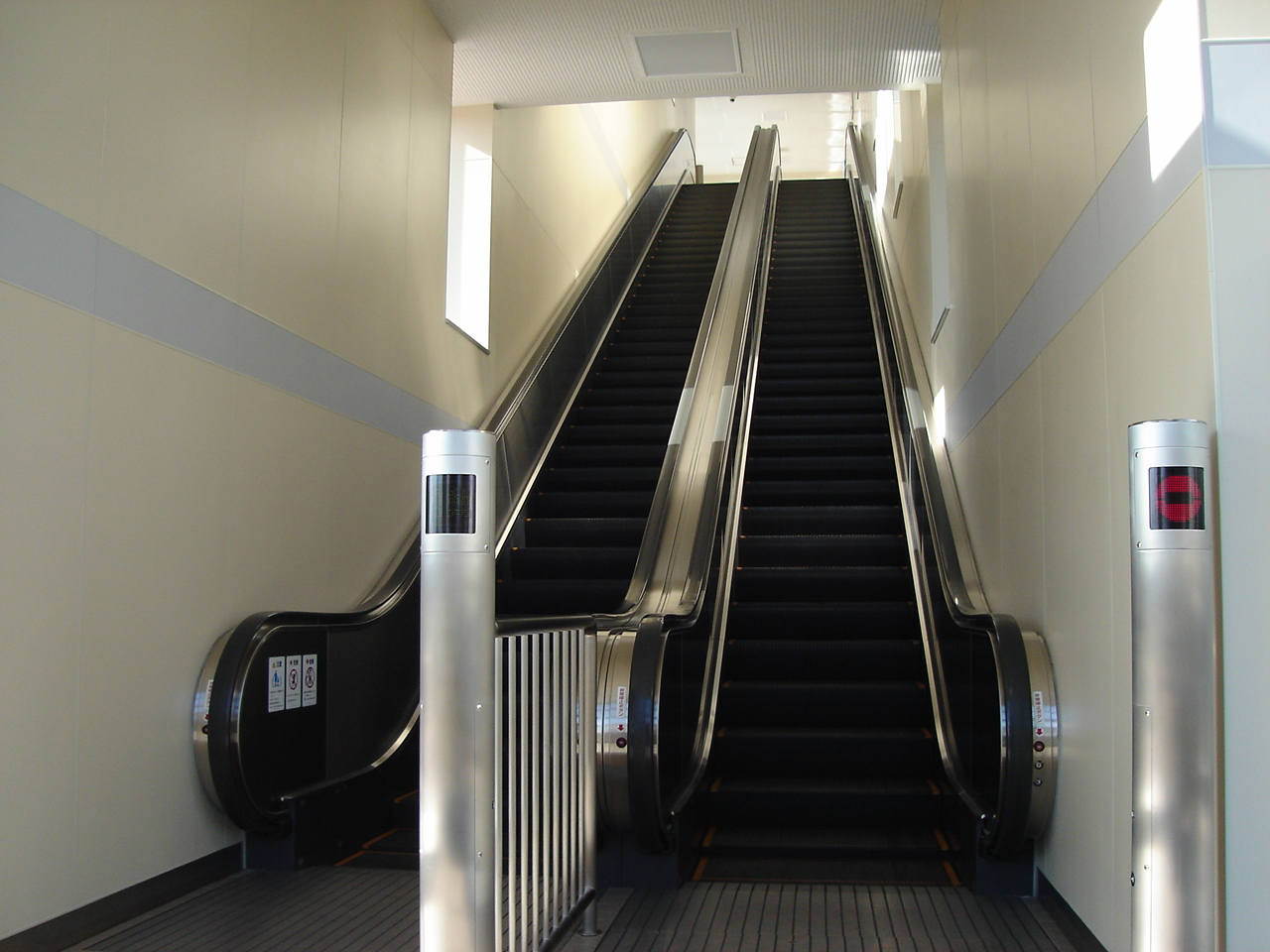
西口のエスカレーター（2007年4月）
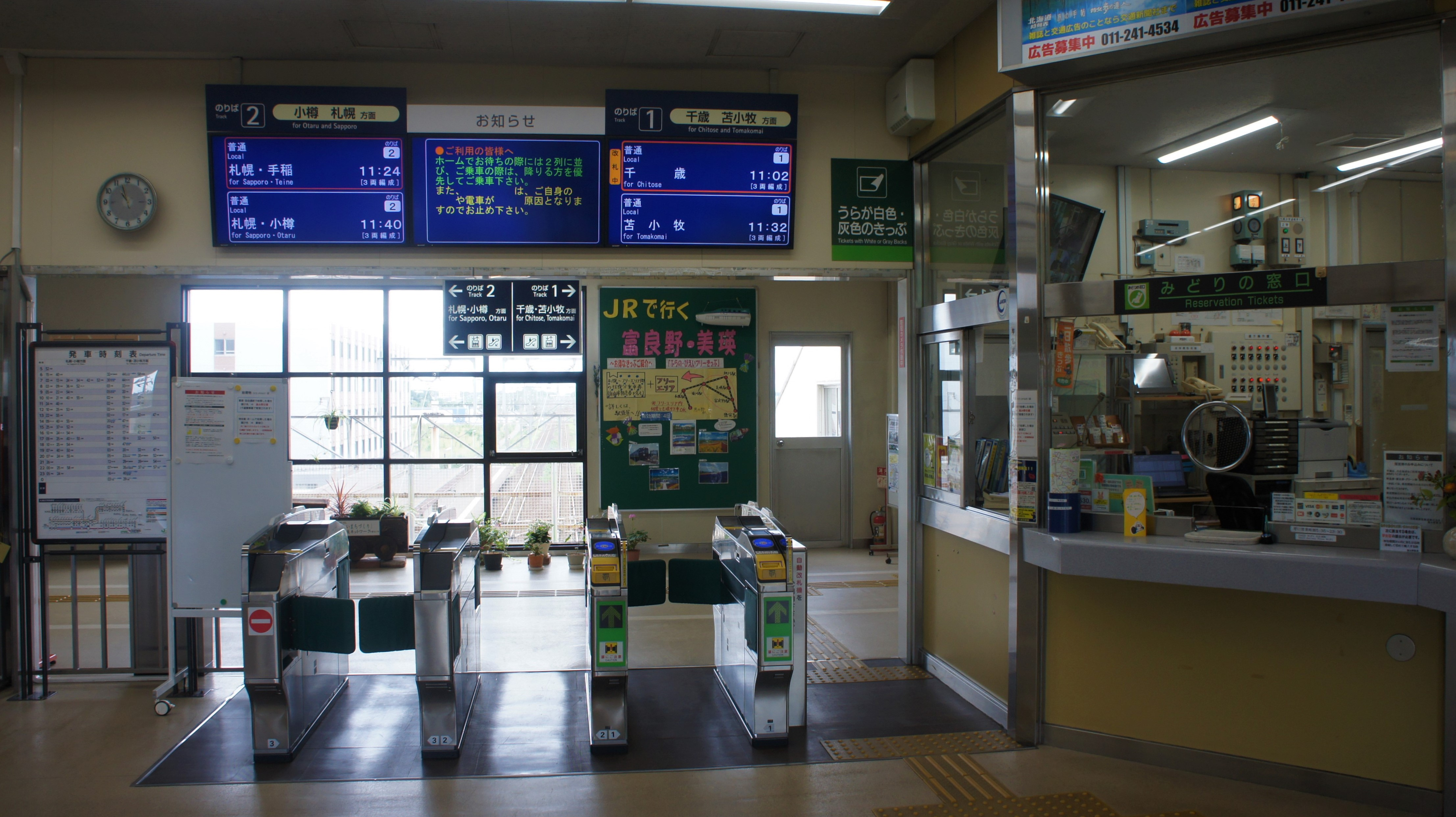
改札口（2018年9月）
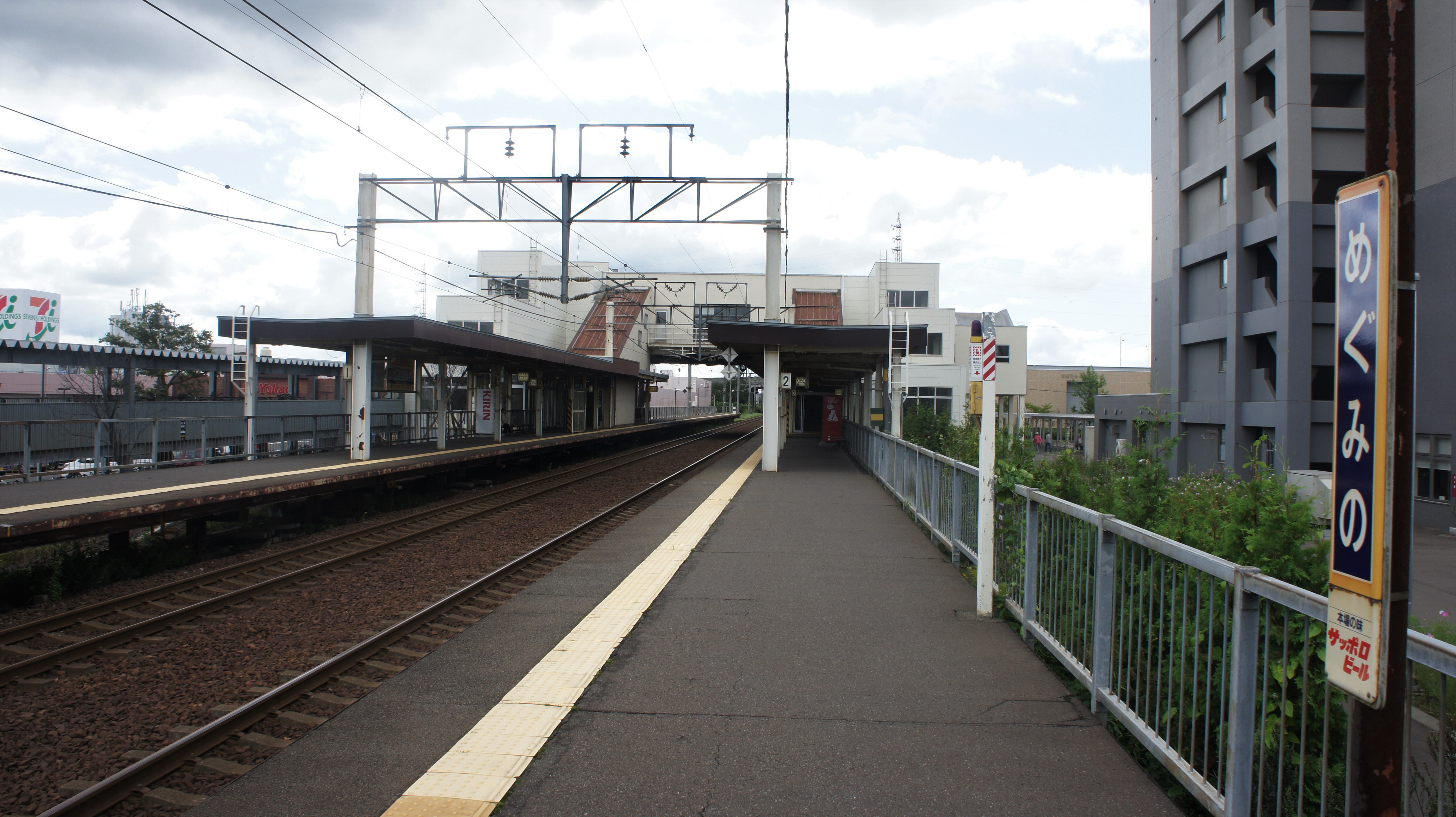
ホーム（2018年9月）
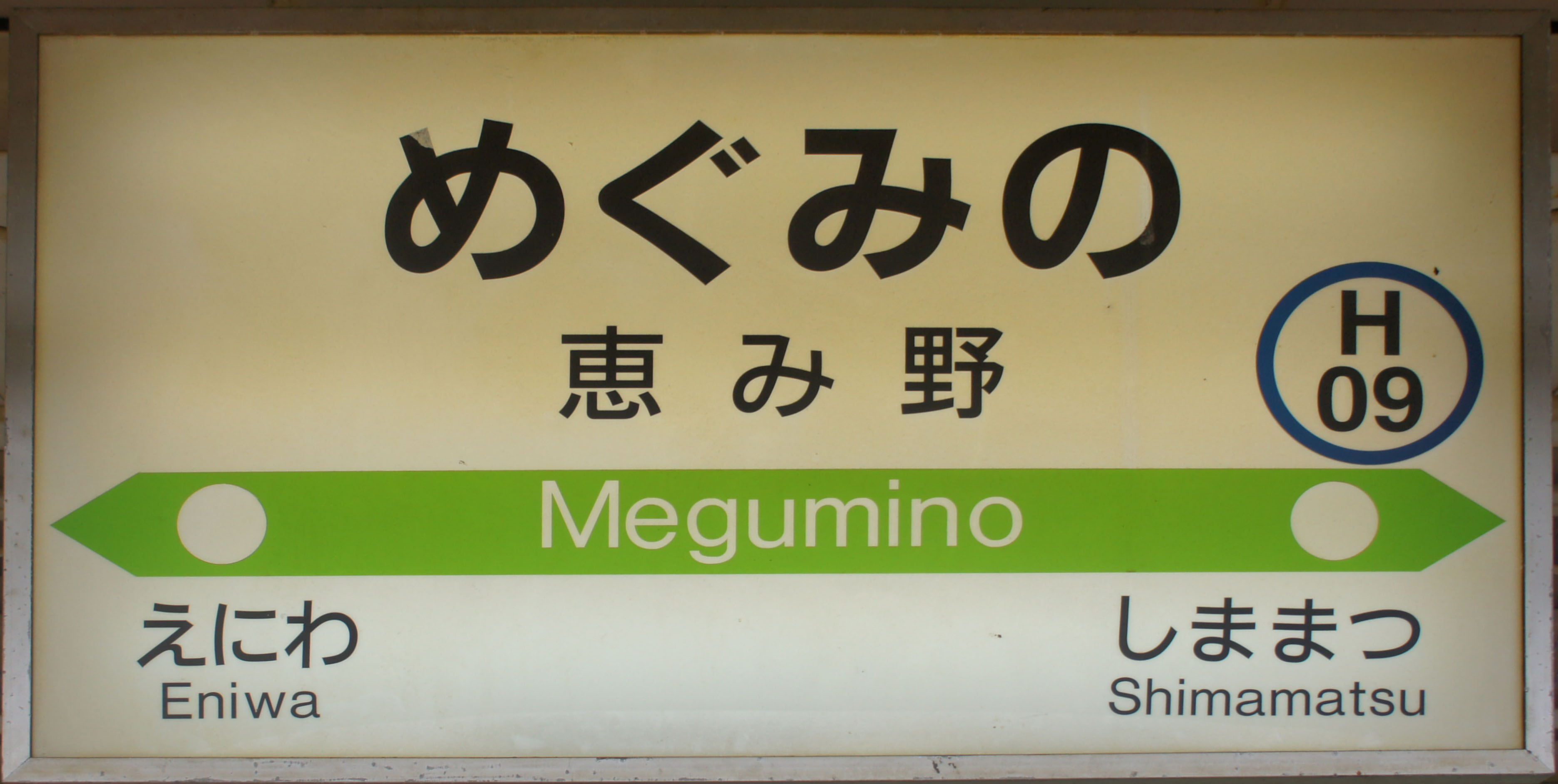
駅名標（2018年9月）

## 利用状況
「恵庭市統計書」によると、近年の年度別乗車人員の推移は以下の通りである。なお、2001年（平成13年）度から2006年（平成18年）度の乗車人員の単位は百人、2007年（平成19年）度以降の乗車人員の単位は千人である。
| 年度               | 乗車人員 | 出典   |
| ------------------ | -------- | ------ |
| 2001年（平成13年） | 16,425   | [ 8 ]  |
| 2002年（平成14年） | 15,312   | [ 8 ]  |
| 2003年（平成15年） | 15,079   | [ 8 ]  |
| 2004年（平成16年） | 14,512   | [ 8 ]  |
| 2005年（平成17年） | 14,618   | [ 8 ]  |
| 2006年（平成18年） | 14,272   | [ 9 ]  |
| 2007年（平成19年） | 1,413    | [ 10 ] |
| 2008年（平成20年） | 1,386    | [ 10 ] |
| 2009年（平成21年） | 1,325    | [ 10 ] |
| 2010年（平成22年） | 1,299    | [ 10 ] |
| 2011年（平成23年） | 1,319    | [ 10 ] |
| 2012年（平成24年） | 1,321    | [ 11 ] |
| 2013年（平成25年） | 1,332    | [ 11 ] |
| 2014年（平成26年） | 1,314    | [ 11 ] |
| 2015年（平成27年） | 1,314    | [ 11 ] |
| 2016年（平成28年） | 1,290    | [ 11 ] |
| 2017年（平成29年） | 1,268    | [ 12 ] |
| 2018年（平成30年） | 1,228    | [ 13 ] |
| 2019年（令和元年） | 1,174    | [ 14 ] |
| 2020年（令和2年）  | 871      | [ 15 ] |
| 2021年（令和3年）  | 754      | [ 15 ] |
| 2022年（令和4年）  | 819      | [ 15 ] |
| 2023年（令和5年）  | 872      | [ 15 ] |

## 駅周辺
恵庭市郷土資料館、恵み野中央公園、恵庭市立図書館、日本医療大学恵み野キャンパス、北海道ハイテクノロジー専門学校、北海道エコ・動物自然専門学校などへの最寄駅になっている。フレスポ恵み野は西口から徒歩約5分、恵庭リサーチ・ビジネスパークは東口から徒歩約15分に位置している。

###### 東口方面
駅開業に合わせて開店したイトーヨーカドー恵庭店が存在したが、2019年（令和元年）9月29日に閉店し、その後解体された。
- えにわコミュニティバス（ecoバス）「JR恵み野駅東口」停留所[18]
- ローソン 恵庭恵み野駅前店
- もりもと 恵み野店
- 北海道銀行恵み野出張所
- 北洋銀行恵庭中央支店恵み野出張所
- 北海道信用金庫恵み野支店
- 恵み野病院

###### 西口方面
恵庭市によって「恵み野駅西口地区地区計画」が定められ、土地利用の誘導が行われている。
- えにわコミュニティバス（ecoバス）「JR恵み野駅西口」停留所[18]
- ツルハドラッグ 恵み野里美店
- セブンイレブン 恵庭恵み野里美店
- オカモトセルフ 恵庭恵み野
- DCM 恵庭店
- フレスポ恵み野
- ダイイチ 恵み野店
- ケーズデンキ 恵庭店

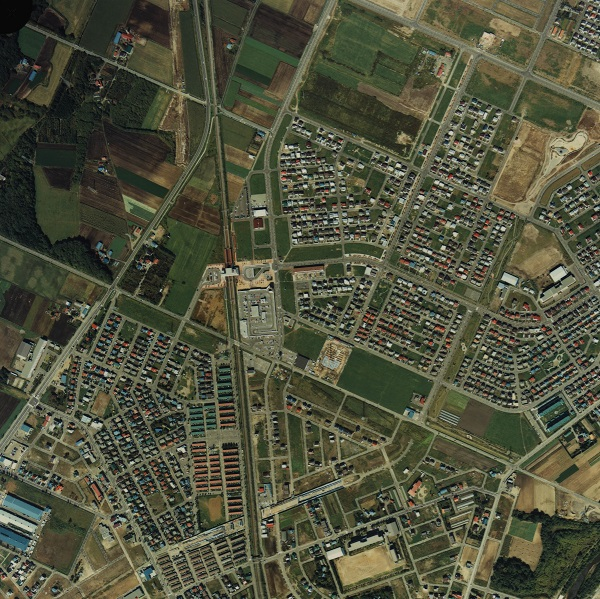
恵み野駅。1985年。周囲約1 km範囲。上が札幌方面。
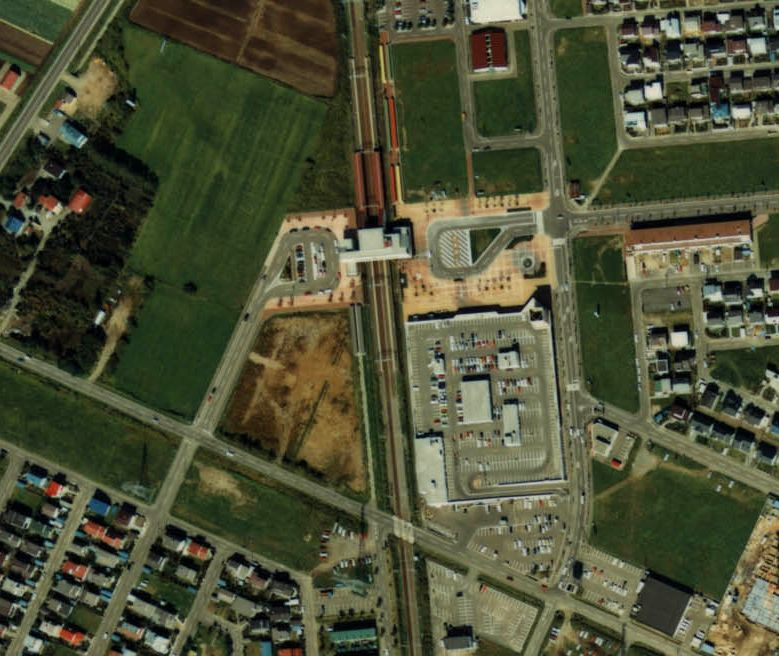
恵み野駅、イトーヨーカドー恵庭店（当時）。1985年。左の画像を拡大。
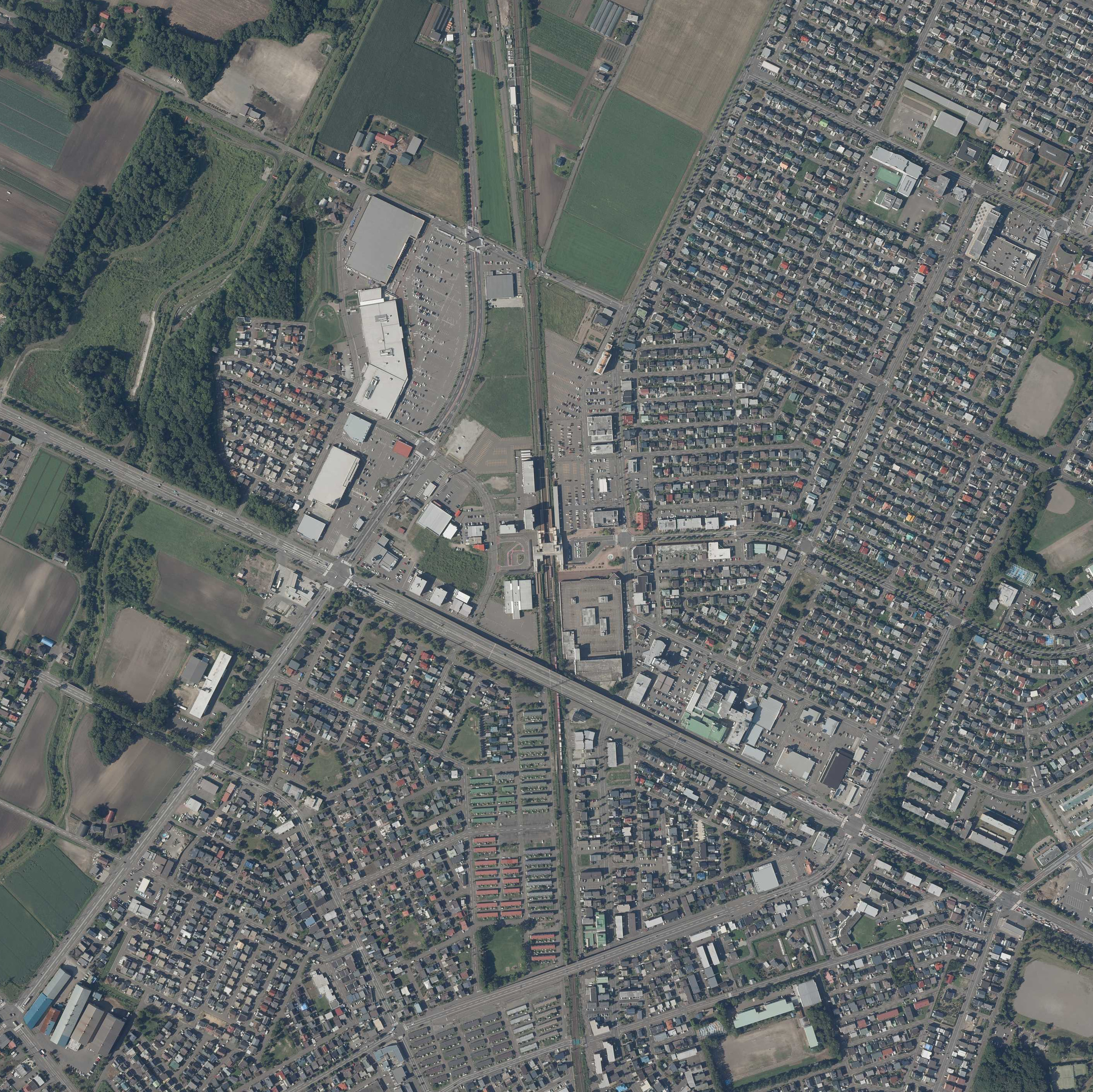
恵み野駅の周囲約1km。2020年。
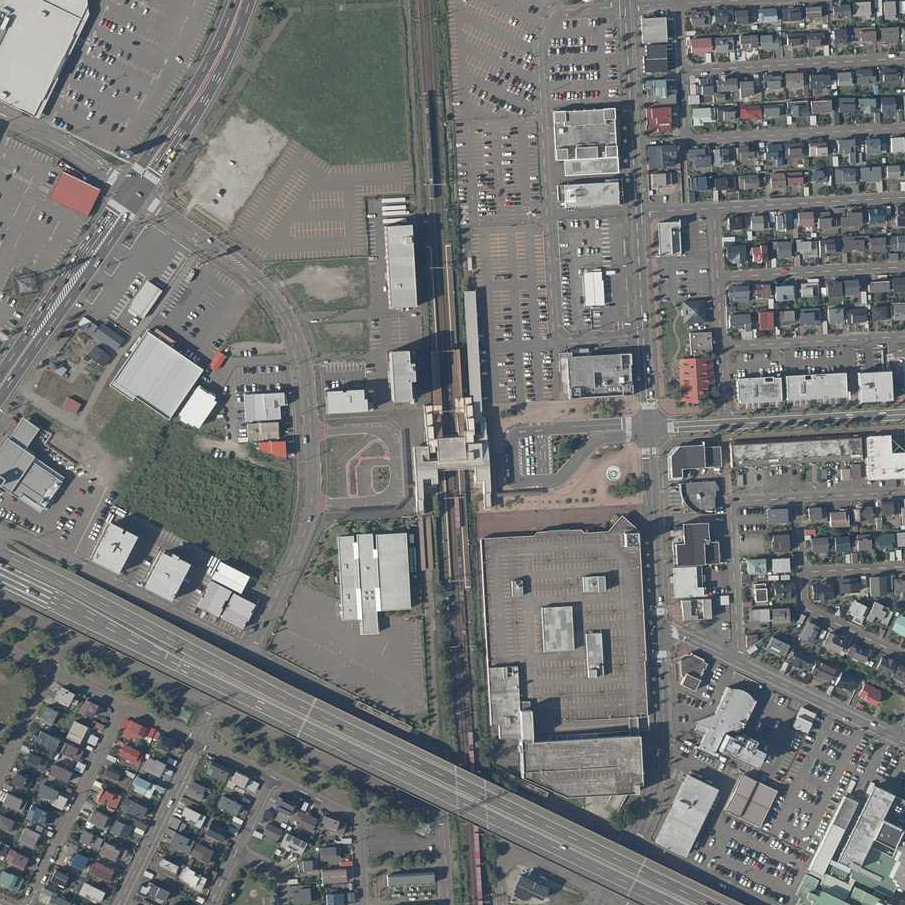
恵み野駅の駅前を拡大。2020年。

## 隣の駅
北海道旅客鉄道（JR北海道）
■千歳線

恵庭駅 (H10) - 恵み野駅 (H09) - 島松駅 (H08)

### 報道発表資料
1. ↑  “キヨスク恵み野店 閉店のお知らせ”.  北海道キヨスク (2015年7月21日). 2017年8月14日時点のオリジナルよりアーカイブ。2017年5月9日閲覧。

### 新聞記事
1. ↑  「JR恵庭駅自由通路 きょう一部使用開始 通過型エレベーター新設 多目的トイレ 人工肛門患者にも対応」『北海道新聞』北海道新聞社、2005年1月26日、朝刊、24面。
2. ↑  “JR恵み野駅のバリアフリー化施設整備事業完了へ”. 千歳民報（苫小牧民報） (苫小牧民報社). (2006年2月1日).  オリジナルの2012年6月7日時点におけるアーカイブ。 2017年5月9日閲覧。